# Mustasch (álbum)
Mustasch es el quinto álbum del grupo sueco de heavy metal Mustasch. Fue publicado el 30 de septiembre de 2009.

## Lista de canciones
1. "Tritonus (Prelude)" - 0:36
2. "Heresy Blasphemy" - 3:51
3. "Mine" - 3:41
4. "Damn It's Dark" - 3:28
5. "The Man the Myth the Wreck" - 2:41
6. "The Audience Is Listening" - 3:33
7. "Desolate" - 5:07
8. "Deep in the Woods" - 4:15
9. "I'm Frustrated" - 4:00
10. "Lonely" - 3:19
11. "Blackout Blues" - 3:39
12. "Tritonus" 5:40

- Datos: Q10590804